# Oscar Engler
Paul Oscar Engler (San Gallo, 29 gennaio 1889 – ...) è stato un calciatore svizzero, di ruolo difensore.

## Carriera
Dopo aver giocato con il San Gallo e il Torino, fece il suo esordio con l'Inter il 7 novembre 1909 contro l'Ausonia in un pareggio per 2-2, mentre l'ultima partita fu contro la Doria in una vittoria per 3-0. In totale nell'Inter collezionò 102 presenze e 18 reti in sei anni, vincendo uno scudetto.

## Statistiche

### Presenze e reti nei club
| Stagione        | Club            | Campionato      | Campionato | Campionato |
| Stagione        | Club            | Comp            | Pres       | Reti       |
| --------------- | --------------- | --------------- | ---------- | ---------- |
| ????-????       | San Gallo       | A               | ?          | ?          |
| 1909            | Torino          | Prima Categoria | 10         | 0          |
| 1909-1910       | Inter           | Prima Categoria | 16         | 10         |
| 1910-1911       | Inter           | Prima Categoria | 16         | 4          |
| 1911-1912       | Inter           | Prima Categoria | 18         | 2          |
| 1912-1913       | Inter           | Prima Categoria | 10         | 0          |
| 1913-1914       | Inter           | Prima Categoria | 27         | 1          |
| 1914-1915       | Inter           | Prima Categoria | 15         | 1          |
| Totale Inter    | Totale Inter    |                 | 102        | 18         |
| Totale carriera | Totale carriera |                 | 112+       | 18+        |

## Palmarès

### Club
Campionato italiano: 1 
Inter: 1909-1910